# Castell de Chapultepec
El castell de Chapultepec (castillo de Chapultepec en castellà) és un palau construït sobre el turó de Chapultepec, que avui dia es troba al centre del parc de Chapultepec, un dels parcs més grans del món i antic jardí botànic de Tenochtitlan, amb 6 km² de superfície. Aquest parc es troba al centre de la ciutat de Mèxic, a una altura mitjana de 2.325 m sobre el nivell del mar. L'edifici ha estat utilitzat per a diverses activitats al llarg de la història de Mèxic: va ser una casa particular, una acadèmia militar, el palau imperial de Maximilià I de Mèxic, el palau presidencial, i avui dia és el Museu d'Història Nacional.